# The Light at the End of the World (álbum de A Flock of Seagulls)
The Light at the End of the World é um álbum de estúdio de 1995 lançado pela banda A Flock of Seagulls. Foi produzido por David Brodie. O álbum em si aparenta ser uma fusão de new wave e pop rock. Três singles foram lançados para o álbum, "Magic", "Burnin' Up" e "Rainfall". O single "Rainfall" teve um videoclipe promocional.

## História
Sendo o único membro restante da formação original do A Flock of Seagulls, Mike Score viria a trabalhar com muitos músicos diferentes sob o nome da banda. Ele e os membros de sua banda faziam apresentações ao vivo na maior parte do tempo, mas então voltaram a gravar após o lançamento do single "Magic" em 1989. Lançaram este álbum em 1995. Quando o álbum estava em seus estágios finais, a banda conheceu David Brodie que era vice-presidente da gravadora Big Shot. Localizada em Winter Park, Flórida, a gravadora ficava perto da base da banda e parecia uma escolha mais viável em comparação com uma gravadora mais distante.
O álbum parece ser, em geral, uma fusão de new wave e pop rock, mas também carrega traços de new romanticism dos anos 1980. Algumas das canções, incluindo "Burnin' Up", "Magic" e "Setting Sun", já eram tocadas ao vivo no fim da década de 80. O álbum produziu três singles (de um deles, "Rainfall", seria feito um vídeo promocional), que não fizeram sucesso crítico (embora "Rainfall" apareceria em muitos  álbuns de compilação do grupo). Mais da metade do álbum era tocada durante as turnês entre 1995 e 1997. Até hoje músicas deste álbum são comumente incorporadas às apresentações ao vivo da banda. O álbum também apresenta dois instrumentais da New Age: "The Light at the End of the World" and "Seven Seas".
A arte do álbum foi feita por Rifka, que também fez a arte do single "Burnin 'Up".

## Recepção
Os críticos que avaliaram o álbum deram, em geral, notas desfavoráveis. O site Allmusic.com definiu-o como sendo "tedioso e embaraçante de se ouvir". Eles deram ao álbum a nota de 1,5 estrela, porém grande parte dos fãs da banda e do estilo dizem que os críticos estão equivocados e geralmente descrevem o álbum como ''joia perdida'' da década de 1990.

## Lista de faixas
| N.º | Título                              | Duração |  |
| 1.  | "Burnin' Up"                        | 5:06    |  |
| 2.  | "Magic"                             | 5:13    |  |
| 3.  | "Setting Sun"                       | 6:15    |  |
| 4.  | "Rainfall"                          | 5:02    |  |
| 5.  | "Ordinary Man"                      | 4:58    |  |
| 6.  | "You're Mine"                       | 5:12    |  |
| 7.  | "Walking in the Garden"             | 5:02    |  |
| 8.  | "Hearts on Fire"                    | 4:33    |  |
| 9.  | "Life Is Easy"                      | 5:02    |  |
| 10. | "Say You Love Me"                   | 5:10    |  |
| 11. | "The Light at the End of the World" | 5:21    |  |
| 12. | "Seven Seas"                        | 1:47    |  |

## Créditos

### A Flock of Seagulls
- Mike Score  – vocal, teclado, órgão vox
- Ed Berner  – guitarra, vocal de apoio
- Dean Pichette  – baixo, vocal de apoio
- A.J. Mazzetti  – bateria

### Produção
- Produzido por David Brodie
- Engenheiro: Andy de Ganahl
- Mixado por Andy de Ganahl, Joe Smith, Brett Stuart
- Masterizado por George Marino[4]